# Джамп'єро Пінці
Джамп'єро Пінці (італ. Giampiero Pinzi, нар. 11 березня 1981, Рим) — італійський футболіст, півзахисник клубу «Брешія».
Більшу частину кар'єри провів у «Удінезе», а також зіграв один матч за національну збірну Італії.

## Клубна кар'єра
Народився 11 березня 1981 року в місті Рим. Розпочав займатись футболом у місцевому клубі АЛМАС, після чого потрапив у прімаверу «Лаціо».
2 листопада 1999 року Джамп'єро дебютував в основному складі клубу в матчі Ліги чемпіонів проти київського «Динамо» (1:0). У тому ж сезоні Джамп'єро виграв Кубок Італії, в розіграші якого провів 3 гри, та чемпіонат, хоча у Серії А на поле так і не з'явився.
Влітку 2000 року Пінці перейшов в «Удінезе» за 5,4 млн доларів. У першому сезоні він провів у складі команди лише 14 ігор, але починаючи з сезону 2000/01 став регулярно виходити в стартовому складі команди. У сезоні 2004/2005 півзахисник став найгрубішим гравцем серії А, отримавши за сезон 13 жовтих і 2 червоні картки, при цьому, кілька стартових матчів він пропустив через травми підколінного сухожилля та операції на хрящі лівого коліна. У сезоні 2006/07 Пінці став капітаном «Удінезе» після уходу Валеріо Берлотто, але потім втратив цей статус через перелом ноги, отриманий 27 вересня 2007 року, через який «вилетів» на тривалий час. По закінченні сезону футболіст висловив бажання покинути клуб: «Після семи років в клубі у мене виникло велике бажання спробувати щось нове в іншому місті. Про це я вже сказав президенту».
21 серпня 2008 ріка Пінці був орендований клубом «К'єво». У першому ж сезоні він провів у складі команди 34 гри і забив 1 м'яч, виконуючи в команді роль атакувального півзахисника і головного організатора атак клубу. 17 червня 2009 року оренда футболіста була продовжена ще на сезон. У другому своєму сезоні в «К'єво» Джамп'єро зіграв 32 гри і забив 3 голи.
Влітку 2010 року Пінці повернувся в «Удінезе», незважаючи на інтерес «Сампдорії», «Торіно»та іспанської «Малаги», а також бажання «К'єво» залишити футболіста у своєму складі. Після цього Пінці зіграв за «фріульців» ще п'ять сезонів. Загалом з 2000 року Джамп'єро провів 13 сезонів, зігравши у 355 матчах в усіх турнірах, в яких забив 19 голів
31 серпня 2015 року, в останній день трансферного вікна, Пінці повернувся в «К'єво», але цього разу основним гравцем не став, зігравши лише у 18 матчах Серії А за сезон.
10 серпня 2016 року Пінці на правах вільного агента перейшов у «Брешію» з Серії B. 

## Виступи за збірні
1997 року дебютував у складі юнацької збірної Італії, взяв участь у 15 іграх на юнацькому рівні.
Протягом 2001—2004 років залучався до складу молодіжної збірної Італії, яка 2004 року здобула перемогу на молодіжному чемпіонаті Європи, а сам футболіст забив один гол на турнірі — в півфінальному матчі з Португалією. У тому ж році він виграв бронзові медалі на Олімпіаді в Афінах. Всього на молодіжному рівні зіграв у 27 офіційних матчах, забив 3 голи.
30 березня 2005 року дебютував в офіційних матчах у складі національної збірної Італії у товариській грі зі збірною Ісландії. Цей матч так і залишився єдиним для Пінці у футболці збірної.
| Дата       | Місто | Господарі | Результат | Гості    | Турнір           | Голи | Примітки |
| ---------- | ----- | --------- | --------- | -------- | ---------------- | ---- | -------- |
| 30/03/2005 | Падуя | Італія    | 0 – 0     | Ісландія | товариський матч | -    |          |
| Усього     |       | Матчів    | 1         |          | Голів            | 0    |          |

## Титули і досягнення

### Командні
- Чемпіон Італії (1):

«Лаціо»: 1999–00
- Володар Кубка Італії (1):

«Лаціо»: 1999–00
- Володар Кубка Інтертото (1):

«Удінезе»: 2000
- Молодіжний чемпіон Європи (до 21 року) (1):

Італія U-21: 2004
- Бронзовий олімпійський призер: 2004

### Індивідуальні
- Кавалер ордена «За заслуги перед Італійською Республікою»: 27 вересня 2004[16]